# Habrov
Habrov je přírodní rezervace poblíž Chrudimi v okrese Chrudim. Oblast spravuje Odbor ochrany přírody Pardubického kraje. Důvodem ochrany je zachování vzácných teplomilných rostlinných společenstev lilie zlatohlavá (Lilium martagon), dymnivka dutá (Corydalis cava), sasanka hajní (Anemonoides nemorosa) aj. v hajním dubohabrovém porostu, doplněném na okrajích doprovodnými lemy keřů, lučními enklávami i mokřadními stanovišti. Území je bohaté na výskyt různých druhů bezobratlých i obratlovců. V jižní části památkově chráněné pravěké hradiště z konce neolitického období.

## Poloha
Přírodní rezervace se nachází mezi vsí Topol a dvorem Kalousov. Chráněna je větší část zalesněné prudší stráně svažující se severním směrem k toku řeky Chrudimky. Severním okrajem rezervace prochází železniční trať Chrudim - Borohrádek, přístupná je ze silnice II/340 Chrudim - Dašice lemující její jihovýchodní okraj nebo z pěšiny vedoucí po západním okraji a spojující Topol s železniční zastávkou a Kalousovem. Žádná turistická trasa její blízkostí není vedena.

## Galerie

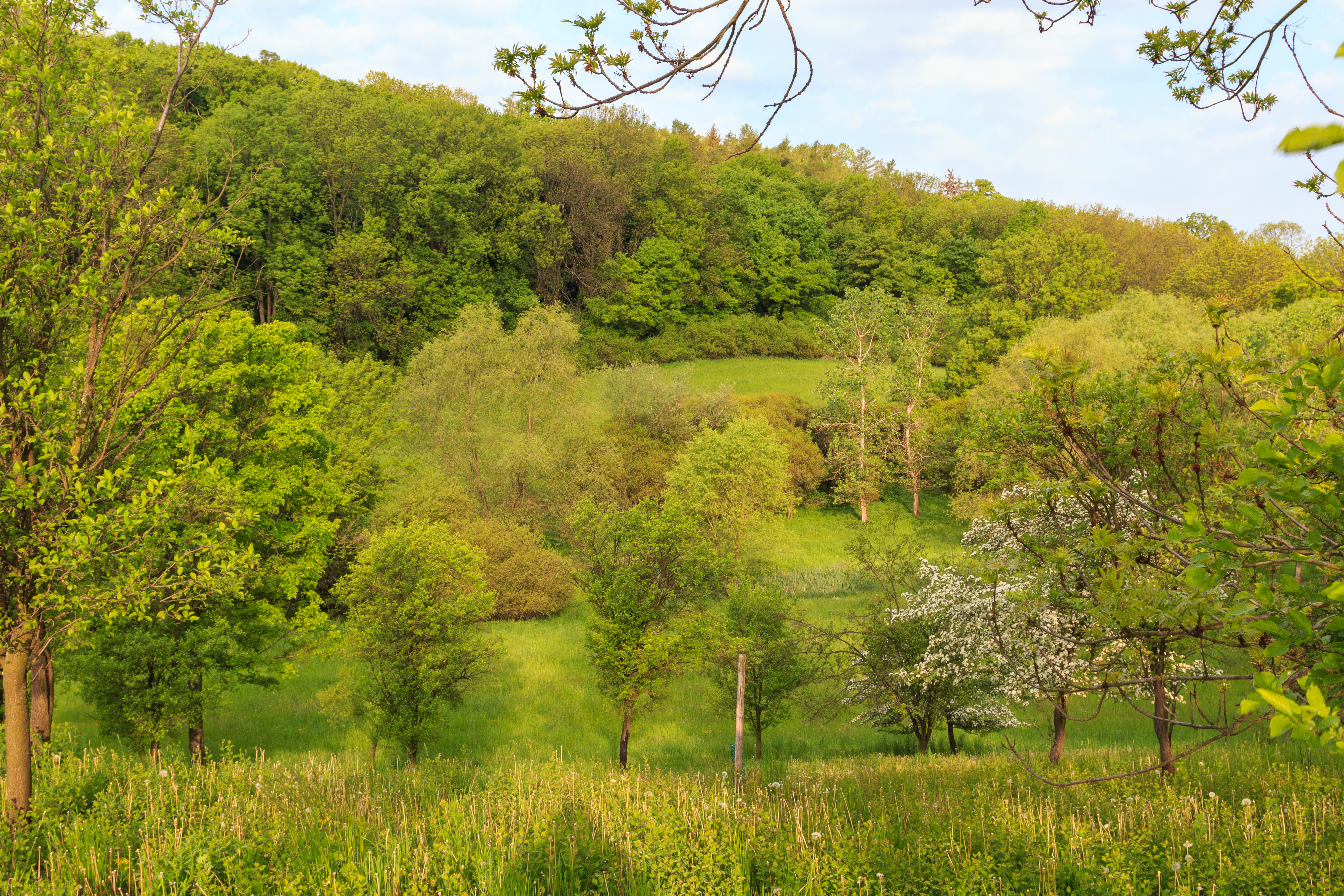
PR Habrov
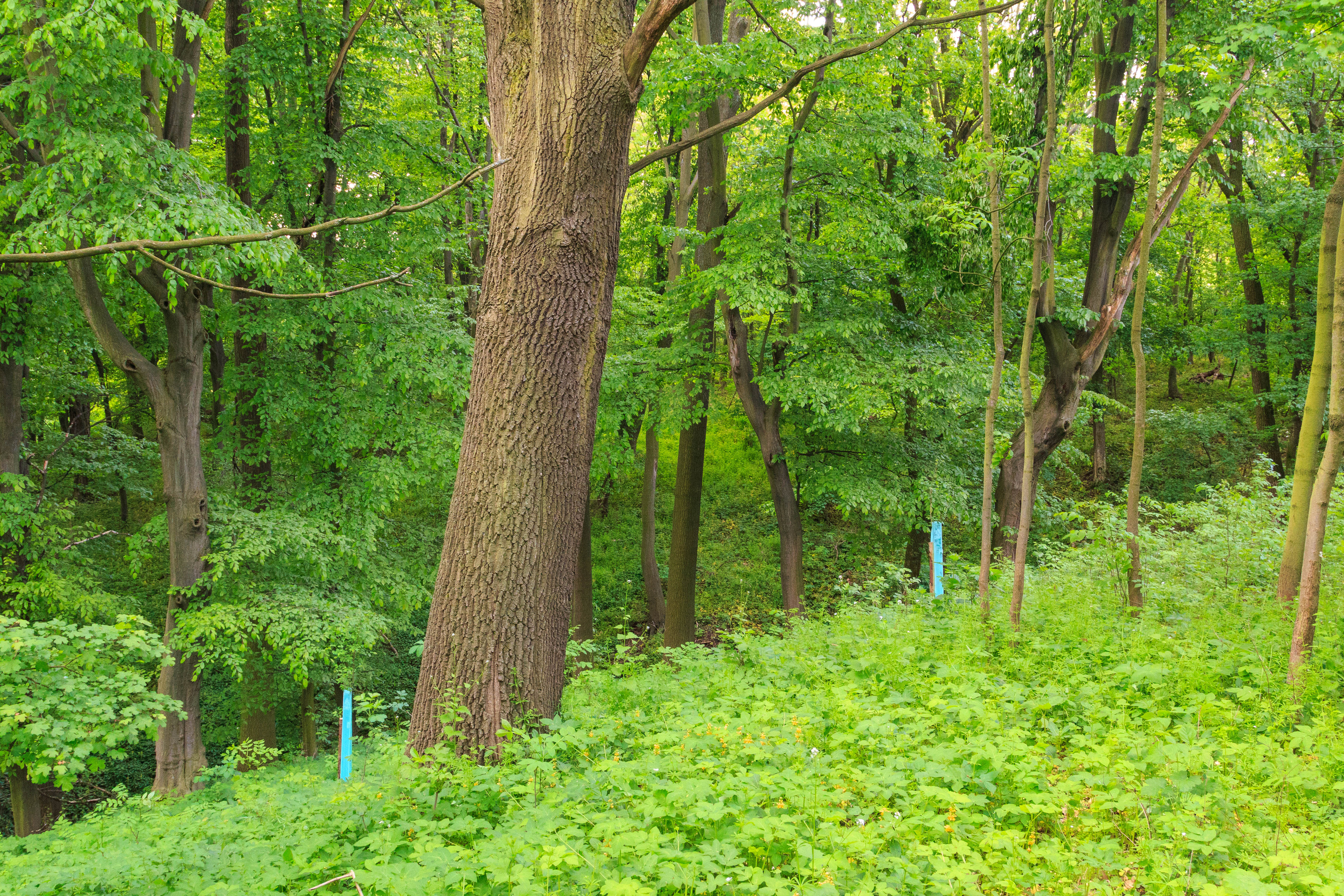
PR Habrov
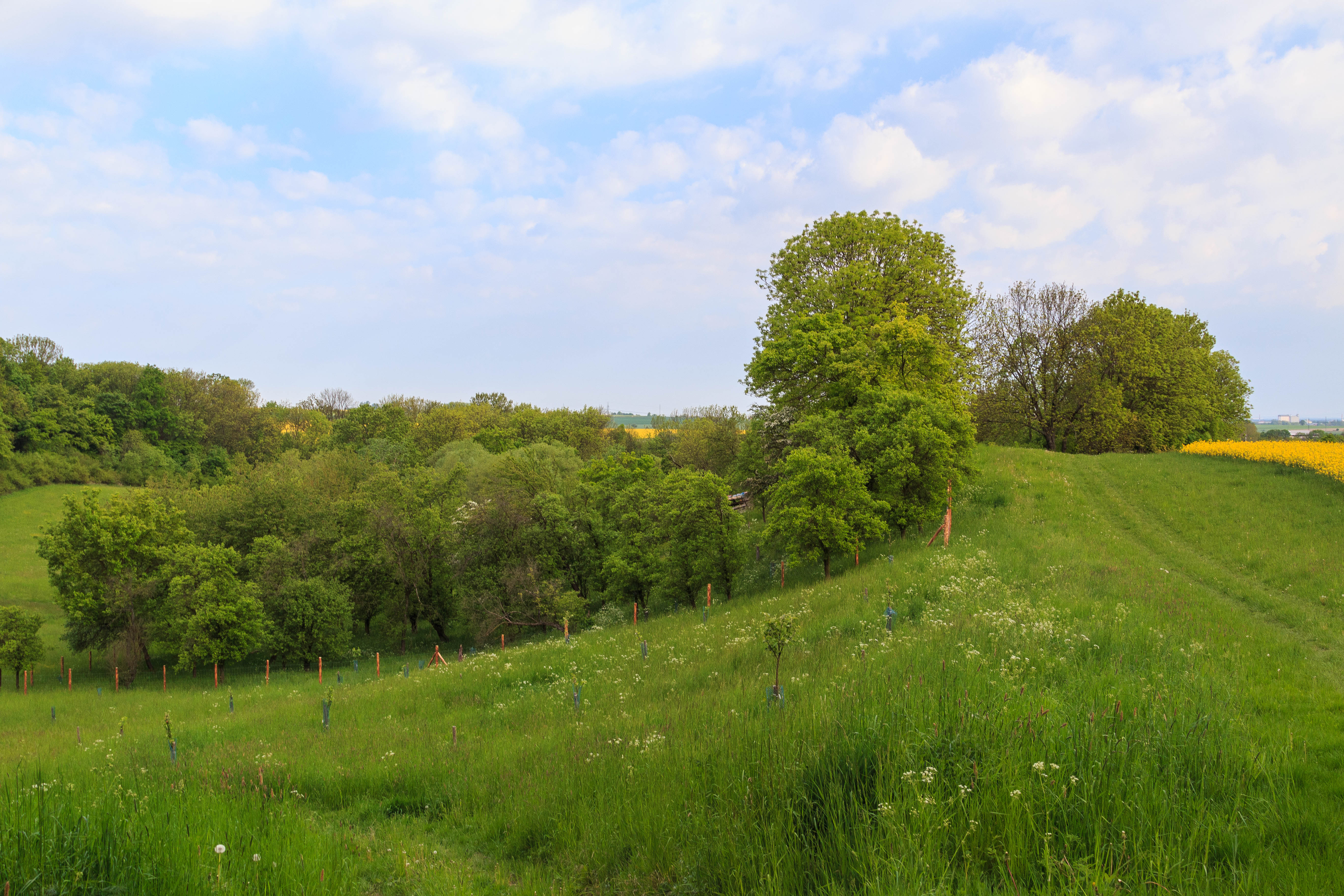
PR Habrov
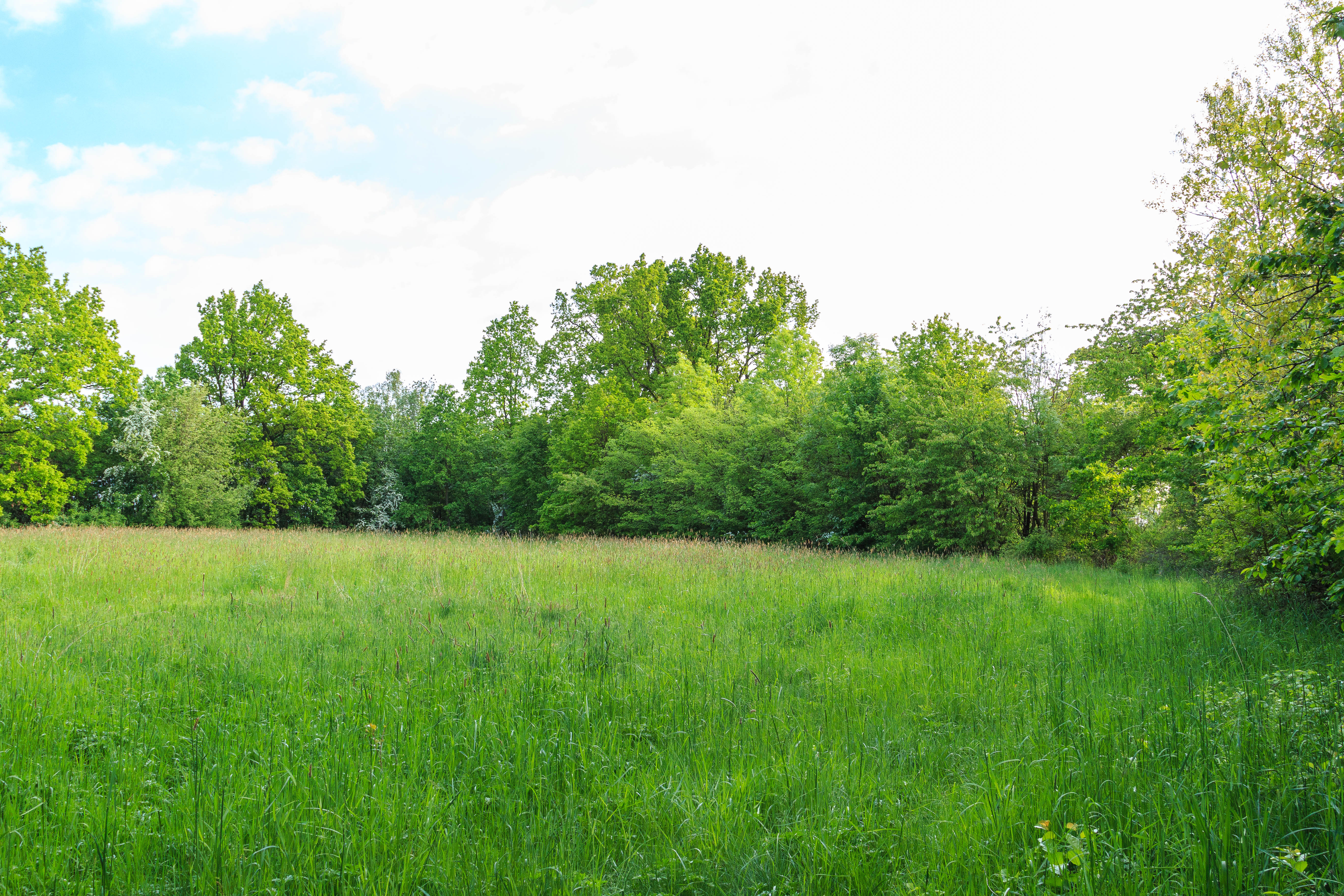
Akropole hradiště Na hradě u Chrudimi
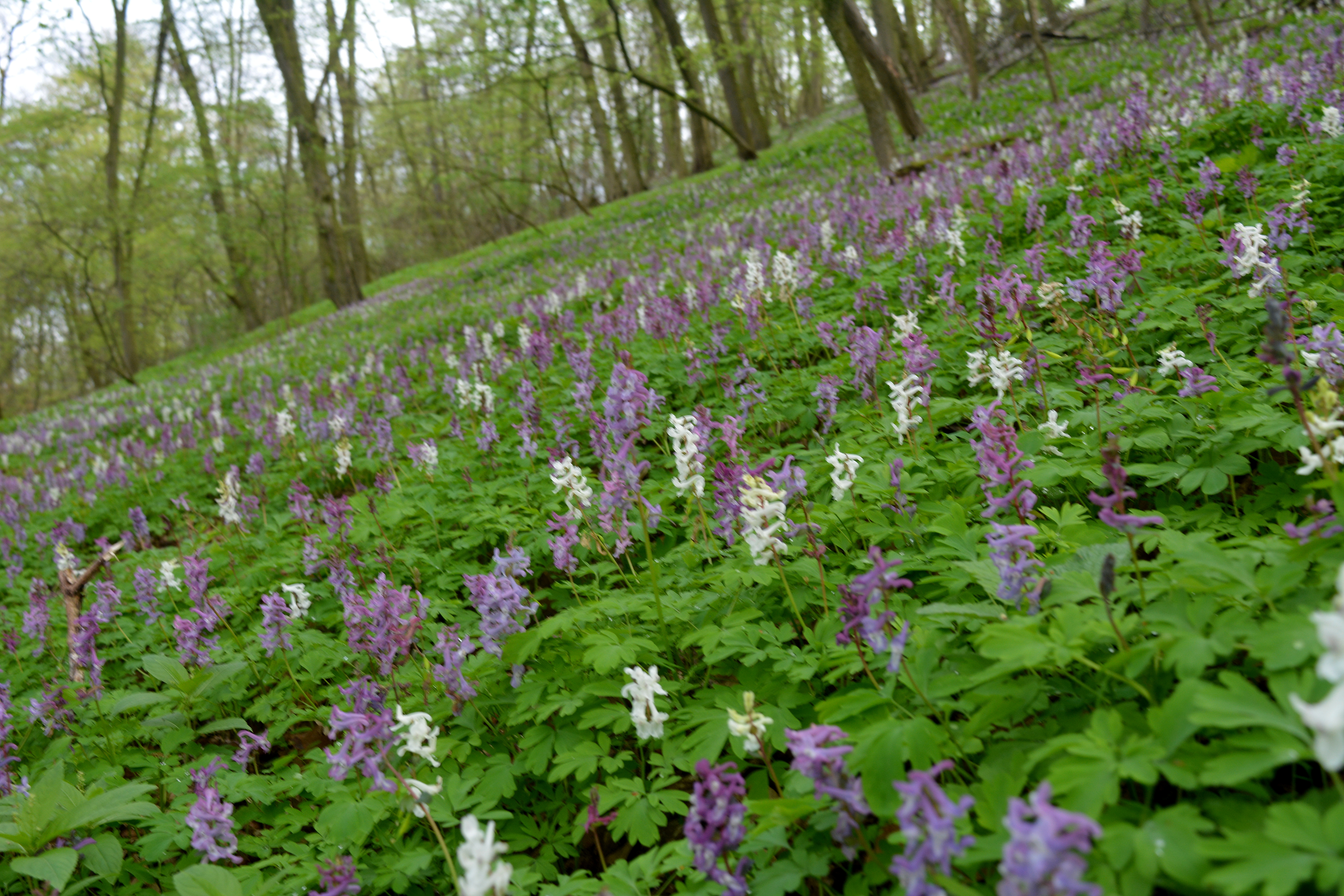
Porosty dymnivek
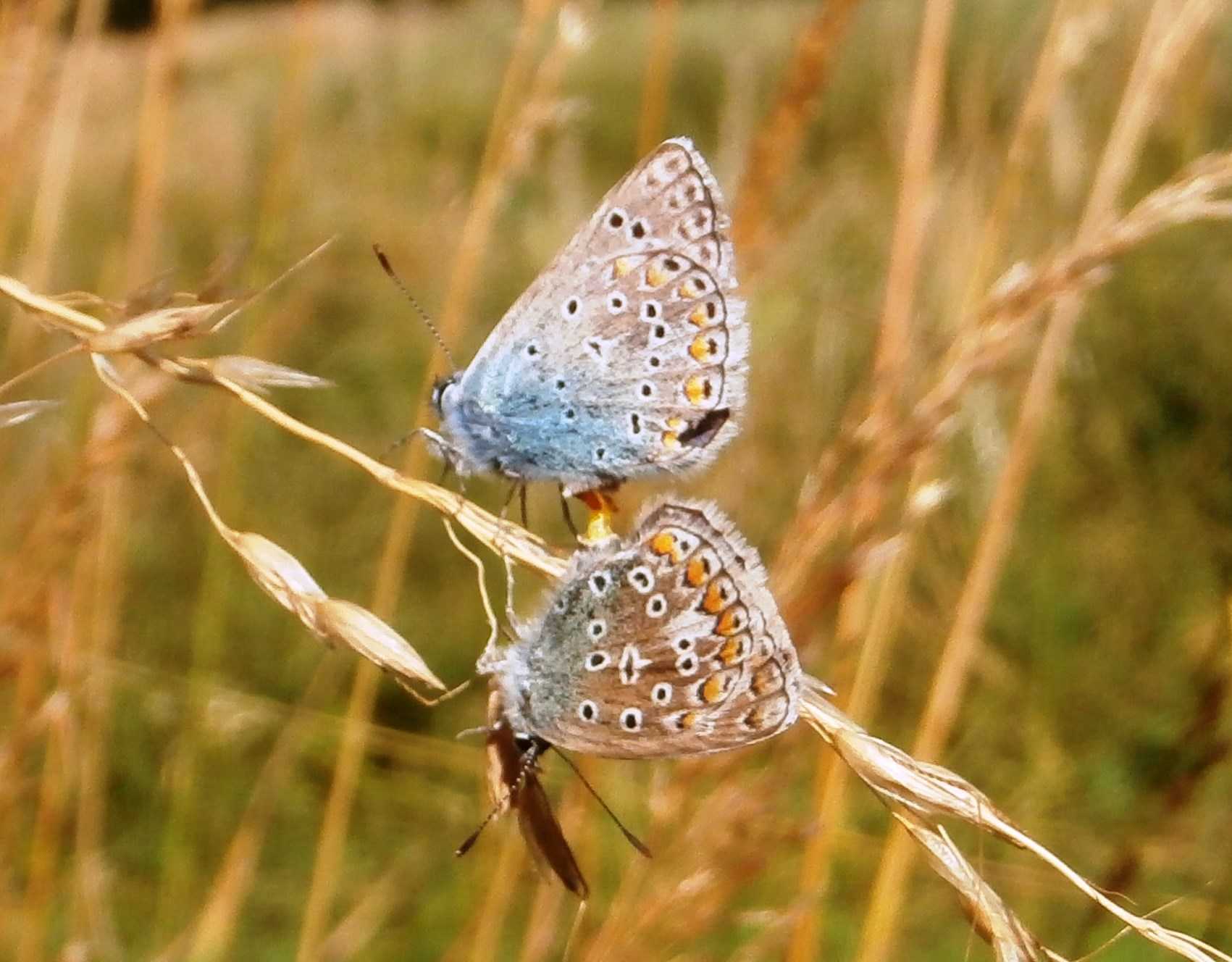
Modrásci v Habrově
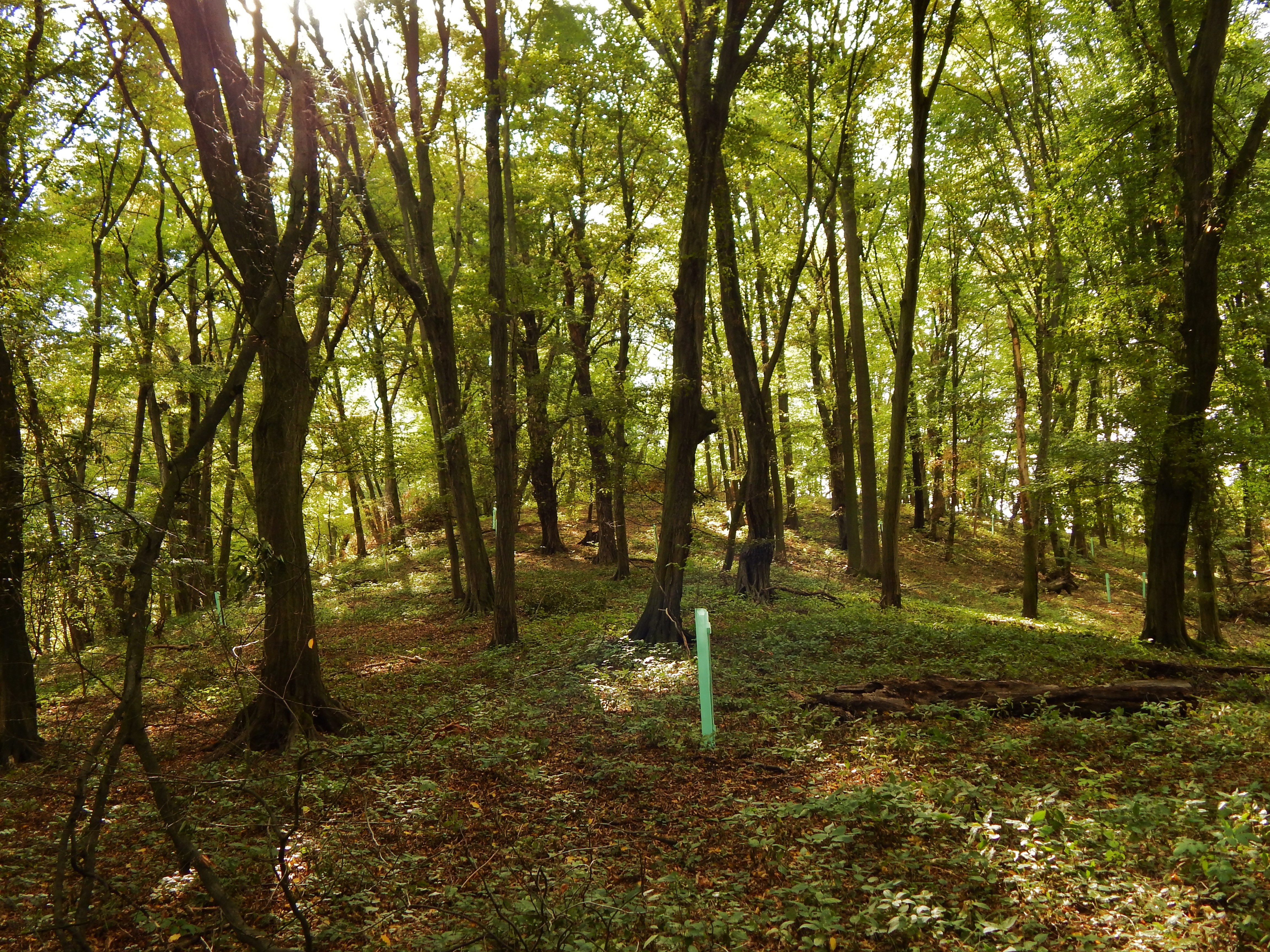
Stráň s habry